# محوطه مرغ استل
محوطه مرغ استل مربوط به دوره سلجوقیان است و در شهرستان طالقان، روستای دنبلید واقع شده و این اثر در تاریخ ۱۲ بهمن ۱۳۸۱ با شمارهٔ ثبت ۷۰۹۱ به‌عنوان یکی از آثار ملی ایران به ثبت رسیده است.